# 布洛涅拉格拉斯
布洛涅拉格拉斯（法語：Boulogne-la-Grasse，法語發音：[bulɔɲ la ɡʁas]）是法国瓦兹省的一个市镇，属于贡比涅区。

## 地理
布洛涅拉格拉斯（49°36'40"N, 2°42'17"E）面积9.41 平方千米，位于法国上法蘭西大區瓦兹省，该省份为法国北部内陆省份，北起索姆省，西接厄尔省和滨海塞纳省，南至塞纳-马恩省和瓦兹河谷省，东临埃纳省。
与布洛涅拉格拉斯接壤的市镇（或旧市镇、城区）包括：孔希莱波、安维莱尔、奥尔维莱索雷勒、比拉梅西埃、费斯康、皮耶讷翁维莱尔、勒莫日、罗洛。

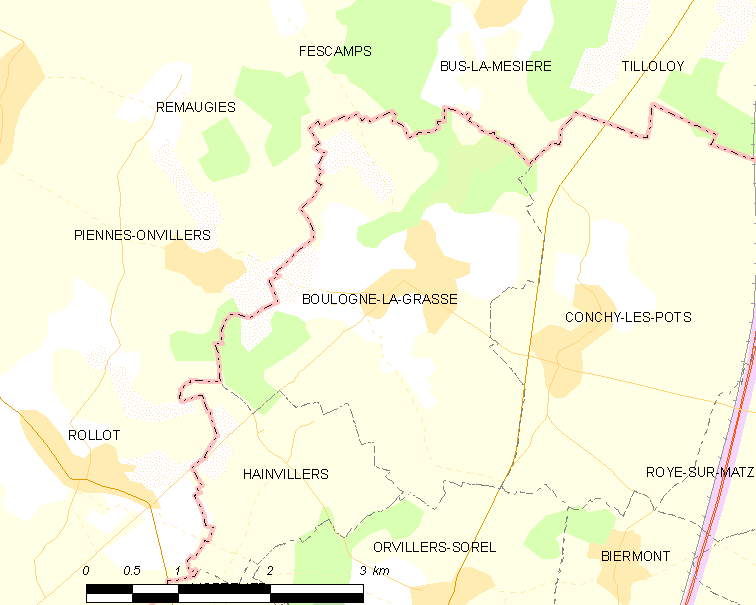
布洛涅拉格拉斯的OSM定位图

布洛涅拉格拉斯的时区为UTC+01:00、UTC+02:00（夏令时）。

## 行政
布洛涅拉格拉斯的邮政编码为60490，INSEE市镇编码为60093。

## 政治
布洛涅拉格拉斯所属的省级选区为埃斯特雷圣但尼县。

## 人口

1962-2008年间布洛涅拉格拉斯人口变化图示

布洛涅拉格拉斯于2022年1月1日时的人口数量为466人。